# Somatina mozambica
Somatina mozambica là một loài bướm đêm trong họ Geometridae.